# تيكن 6
تيكن 6 (بالإنجليزية: 6 Tekken) هي سادس 
إصدار من سلسلة تيكن لشركة نامكو بانداي، والذي صدرت في الأسواق اليابانية في 26 تشرين الثاني، 2007. وهي اللعبة الأولى التي يتم اصدارها على البلاي ستيشن 3 القائمة على نظام 357 للممرات المتعددة. خرجت نسخة محدثة للأسواق في عام 2008 اسمها تيكن6 : تمرد السلالة  ، وتضم مراحل وشخصيات جديدة. الإصدار في عام 2008 كان هو المخطط لهذه اللعبة. ومع ذلك، ففي معرض طوكيو لألعاب الفيديو في عام 2008، حيث أ’طلق التصريح، تم الإفراج عن اللقب إكس بوكس 360، مما أدى إلي تأخر إصدار اللعبة لعام 2009. سلسلة تيكن كانت، سابقا، مملوكة حصريا لماركة بلاي ستيشن أطلقت الإصدارات المخصصة لأجهزة الألعاب الخاصة والمتصلة بالكمبيوتر الشخصي من  تمرد السلالة  في 27 أكتوبر، 2009، لكل من بلاي ستيشن 3 وجهاز إكس بوكس 360 وتم إصدار نسخة محمولة لأجهزة بي إس بي في 24 نوفمبر 2009. وتتضمن نسخة البي إس بي محتوى إضافي. في التاسع من تشرين الأول / أكتوبر 2009، أعلن أن تيكن 6 أصبحت ذهبية.

## اللعب
تتميز اللعبة بمراحل أكبر مع تفاعل أكثر من أسلافها،

### الشخصيات العائدة
| - آرمر كينغ II - أسكا كازاما - أميلي "ليلي" دي روتشيفورت - آنا ويليامز - إيدي غوردو - باندا (تتصرف كتغيير زي لكوما) - بال فينيكس | - براين فيوري - بروس إرفين - بيك دو سان - جوليا تشانغ - جين كازاما (العدو الوسط) - ديفل جين - رايفين | - روجر جونيور - ستيف فوكس - سيرغي دراغنوف - كازويا ميشيما - كرايغ ماردوك - كريستي مونتيرو | - كينغ II - لي تشاولان - لي وولونغ - لينغ شاويو - مارشال لاو - موكوجين - نينا ويليامز | - وانغ جينري - يوشيميتسو |

## وصلات خارجية
- Official European Tekken 6 video game website
- Official Tekken 6 (arcade) website نسخة محفوظة 10 يوليو 2017 على موقع واي باك مشين.
- Tekken 6 at the Official U.S. PlayStation Magazine website
- Tekken 6 at US.PlayStation.Com
- Official North American Tekken 6 video game website
- Official Tekken 6 (arcade) website نسخة محفوظة 10 يوليو 2017 على موقع واي باك مشين.